# ECO 12362
ECO 12362 ist eine Galaxie im Sternbild Jungfrau auf der Ekliptik. Sie ist schätzungsweise 312 Millionen Lichtjahre von der Milchstraße entfernt und bildet vermutlich gemeinsam mit NGC 5208 und PGC 47640 ein gravitativ gebundenes Galaxientrio.
Im selben Himmelsareal befinden sich unter anderem die Galaxien NGC 5209, NGC 5210, NGC 5212 und NGC 5239.